# Bardo

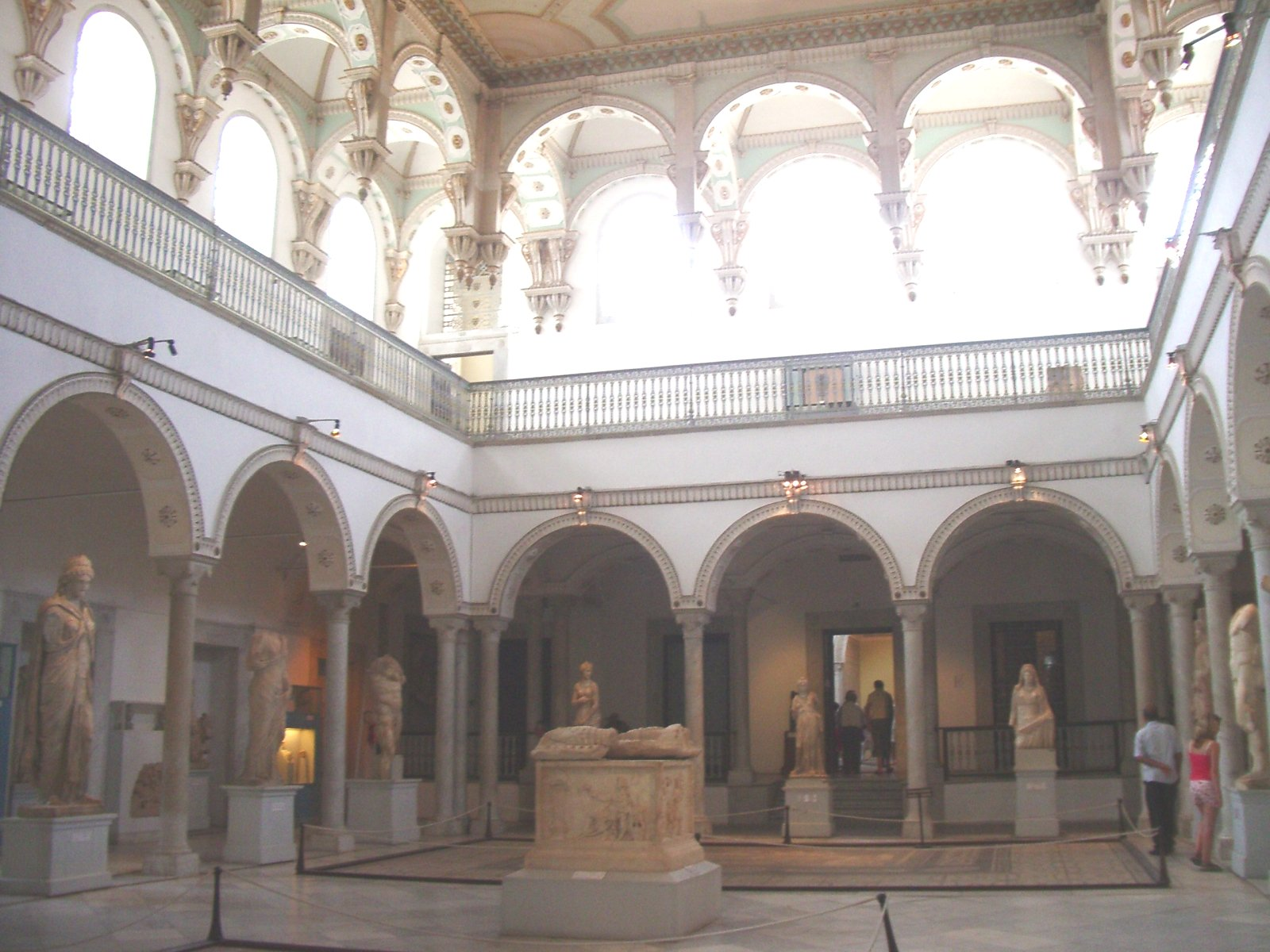
Palau-Museu del Bardo

Bardo (àrab: باردو, Bārdaw o Bārdū; francès: Le Bardo), també coneguda com el Bardo, és una ciutat de Tunísia a la governació de Tunis, a l'oest d'aquesta ciutat, amb la qual, de fet, està unida. Té 70.244 habitants (2004). El Bardo és seu d'una delegació de la governació, amb 74.500 habitants.

## Etimologia
El seu nom deriva del castellà i voldria dir ‘jardí tancat’, i el va agafar durant la dominació espanyola de Tunis al segle xvi.

## Història
Al Bardo hi havia una residència reial hàfsida, construïda vers el 1420 per Abu-Faris, que estava envoltada de parcs i pavellons.
Al segle xvii, els beis s'hi van establir de manera permanent, però no fou fins al segle xviii quan va esdevenir, de fet, la capital del país. Modernament, les dues cambres del parlament nacional tenen la seu en aquest municipi.
El Museu Nacional del Bardo, establert el 1882, és a l'antic palau del bei.
A poca distància, a l'oest, es troba l'antiga residència del bei de Ksar Saïd, on es va signar el tractat del 12 de maig de 1881, que va establir el protectorat francès.

## Administració
Com a delegació o mutamadiyya, duu el codi geogràfic 11 60 (ISO 3166-2:TN-12) i està dividida en catorze sectors o imades:
- Le Bardo (11 60 51)
- Le Bardo Nord (11 60 52)
- Le Bardo Sud (11 60 53)
- El Hadika (11 60 54)
- Bou-Choucha (11 60 55)
- Bonne Residence (11 60 56)
- Khaznadar (11 60 57)
- El Fath (11 60 58)
- Ksar-Saïd (11 60 59)
- Ksar-Saïd II (11 60 60)
- El Bassatine (11 60 61)
- Es-Säada (11 60 62)
- Ksar-El Bortal (11 60 63)
- Ibn Sina (11 60 64)

Al mateix temps, forma una municipalitat o baladiyya (codi geogràfic 11 12), dividida en tres circumscripcions o dàïres:
- Le Bardo (11 12 11)
- Ksar-Saïd (11 12 12)
- El Hadayak (11 12 13)